# Ensanche de Pontevedra
El ensanche es una zona del centro de la ciudad española de Pontevedra compuesta por ampliaciones sucesivas de la ciudad fuera del centro histórico.

## Etimología
El término Ensanche significa "ampliación" y hace referencia a los barrios en expansión de las ciudades españolas a finales del siglo XIX, cuando la explosión demográfica y la revolución industrial provocaron la demolición de las antiguas murallas de las ciudades y la construcción de nuevos barrios fuera del antiguo recinto fortificado.

## Historia
Desde 1833 en que Pontevedra se convirtió en capital de su provincia, se llevó a cabo una radical transformación de la estructura urbana. Se derribó la muralla entre 1852 y 1875, lo que abrió las puertas al crecimiento urbano más allá del recinto fortificado. La ciudad se abrió al campo, se ancharon y urbanizaron antiguos caminos que conducían a la villa medieval y se diseñaron y abrieron nuevas calles.
En el último tercio del siglo XIX se diseñó gran parte de la nueva Pontevedra, a partir fundamentalmente de la aportación del arquitecto Alejandro Sesmero. La capitalidad y la influencia política de varios pontevedreses de adopción como Eugenio Montero Ríos, Augusto González Besada, Eduardo Vincenti o Gabino Bugallal Araújo impulsaron la transformación y la modernización de la estructura urbana. El aumento de la población con un sostenido crecimiento demográfico obligó a planificar el ensanche y a embellecer los espacios públicos. La planificación del ensanche de la ciudad se realizó en torno a los ejes viarios o carreteras que unían la ciudad con Orense, Marín y Portugal.

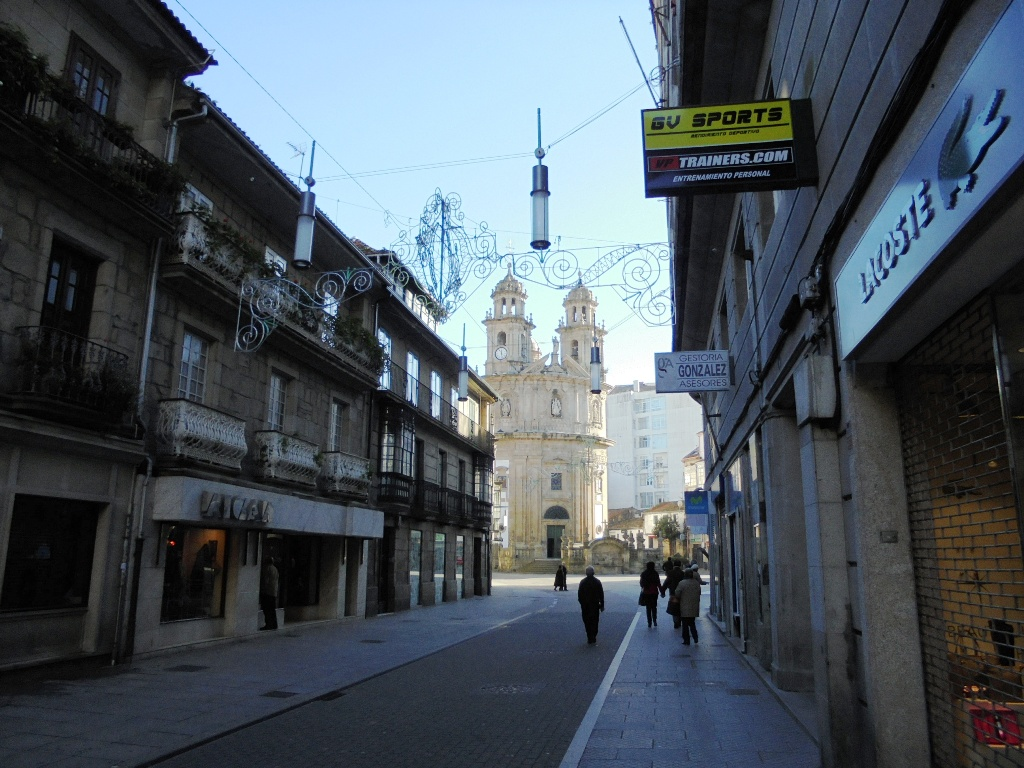
Calle Michelena.

El político liberal y empresario burgués Francisco Antonio Riestra Vallaure fue el artífice de la realización de la mayor parte del primer ensanche de la ciudad. El nuevo entramado viario pontevedrés se inició por iniciativa de Francisco Riestra con el trazado de la calle Michelena en 1856, siguiendo la línea de la antigua muralla. En 1880 Alejandro Sesmero planificó el ensanche burgués al suroeste del casco antiguo con la urbanización de la Plaza de España a partir de 1880 y de la calle Alameda en 1881 y en 1893 con la Gran Vía de Montero Ríos. El conjunto se completó con la urbanización progresiva de la calle Riestra. La apertura de estas nuevas calles permitió acercar la villa medieval a esa nueva zona de la ciudad. Asimismo, como parte de ese ensanche burgués se reformó al mismo tiempo que la plaza de España la Alameda de Pontevedra, correspondiente al antiguo campo de los dominicos y se empezó a urbanizar el Parque de las Palmeras, antiguo campo de San José y campo de la feria. En la Gran Vía de Montero Ríos se construyeron entre 1884 y 1926 tres nobles edificios para albergar instituciones propias de la capitalidad (Palacio de la Diputación, Edificio del Instituto Provincial, Edificio de la Escuela de Artes y Oficios y Escuela Normal) y entre 1905 y 1909 con frente a los nuevos jardines del Doctor Marescot se construyó el nuevo gran edificio del cuartel de San Fernando.

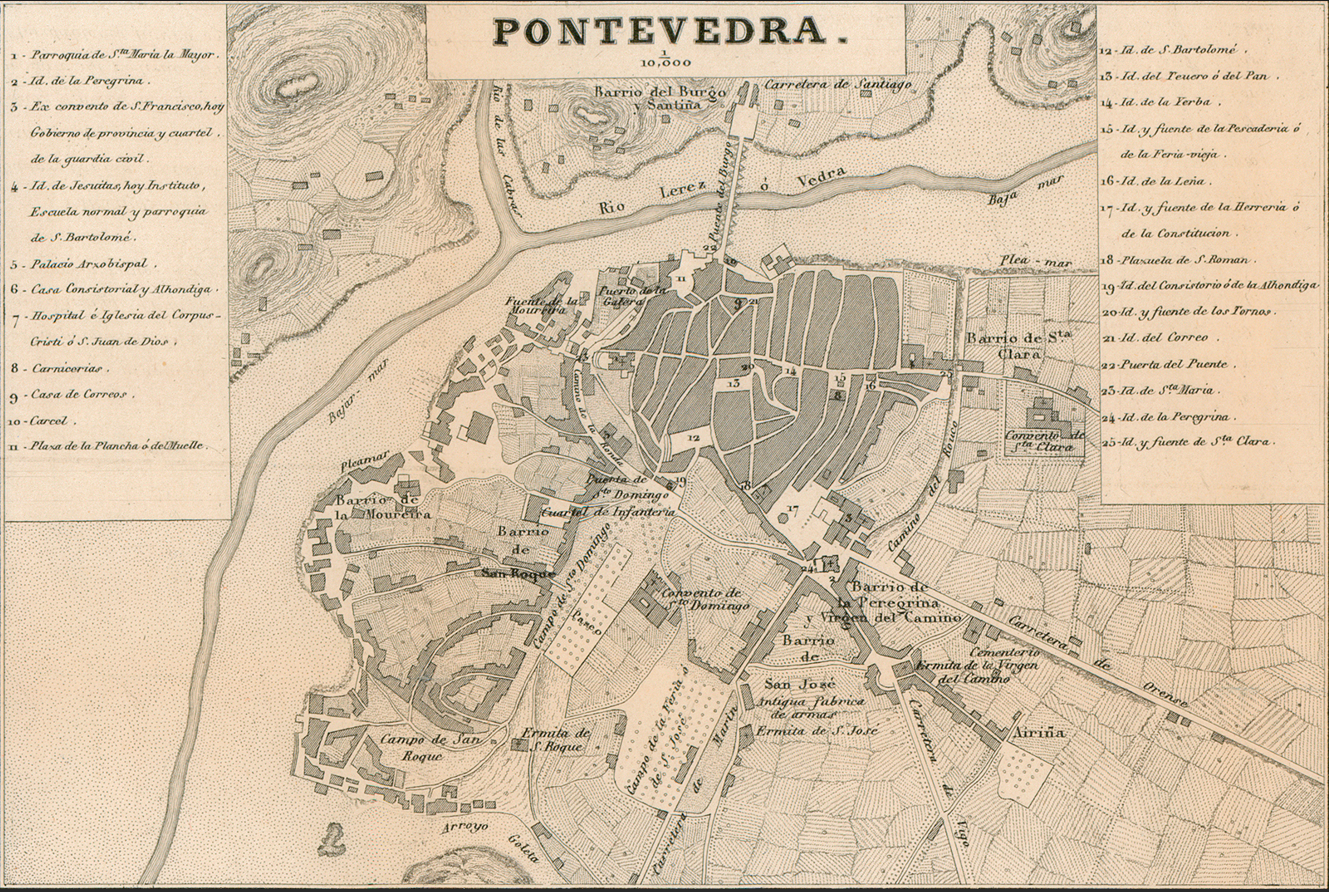
Plano de Pontevedra en 1856 con las carreteras a Orense, Marín y Portugal que se tomaron como ejes de la urbanización del ensanche.

Además la ciudad se ensanchó siguiendo los principales ejes viarios sobre los que se estructuró el crecimiento urbano conducentes a Orense, Marín, Puente Caldelas y Tuy y Portugal. Se construyeron y urbanizaron las nuevas carreteras a Orense en 1844, (cuyo tramo central correspondiente a la actual calle de Benito Corbal se fue urbanizando a partir de 1866), a Marín entre 1847 y 1851 (cuyo tramo central actual corresponde a la calle de la Oliva), a Puente Caldelas (cuyo tramo central corresponde a la actual calle Joaquín Costa) y se remodeló la carretera conducente a Portugal (actual calle Peregrina en su parte más céntrica). En el último cuarto del siglo XIX con el aumento de la población y de la superficie edificada se abrieron nuevas calles transversales como la calle García Camba proyectada por Alejandro Sesmero entre las calles Peregrina y Oliva en 1884, la calle Andrés Muruais en 1883, la calle Andrés Mellado en 1885 y la calle Sagasta entre las calles Peregrina y Benito Corbal en 1903. Asimismo, en 1927 se finalizó casi por completo la apertura de la calle General Gutiérrez Mellado entre las calles Fernández Villaverde y Marqués de Riestra, poniendo en comunicación directa el antiguo recinto amurallado y el parque de las Palmeras. Por otra parte se empezaron a urbanizar amplios espacios que se convertirían en tres de las plazas más importantes de la ciudad: en 1880 la plaza de España, en 1884 la plaza de la Estación, actual plaza de Galicia y en 1900 el nuevo campo de la feria, actual plaza de Barcelos.
El 25 de julio de 1888, las calles de la Oliva y Michelena del primer ensanche se convirtieron en las primeras calles de Galicia en disponer de alumbrado público, gracias a la instalación de arcos eléctricos y lámparas incandescentes. Esta primera red eléctrica gallega fue obra del marqués de Riestra, que construyó en la plaza de la Verdura la primera fábrica de electricidad del noroeste peninsular, y que en 1887 obtuvo la patente de un procedimiento para ajustar las dinamos.

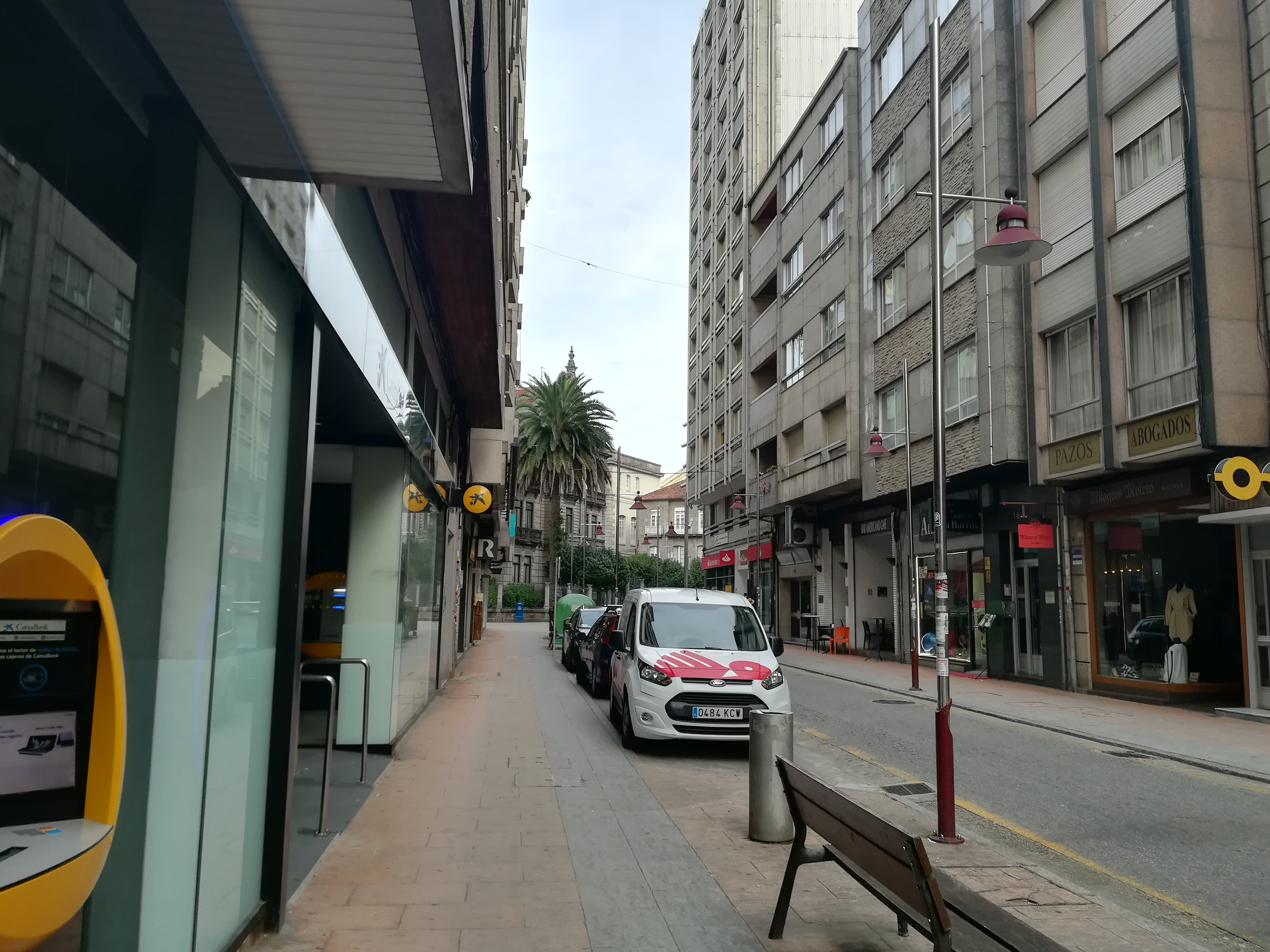
Calle Marqués de Riestra.

En esos nuevos espacios del primer ensanche pontevedrés se construyeron edificios que con sus formas y funciones reforzaron el proyecto burgués restauracionista, exponentes de la nueva Pontevedra, como la Mansión del Marqués de Riestra. En 1902 terminó la construcción del edificio del Café Moderno en la plaza de San José, en 1903 la del nuevo Edificio del Banco de España en la calle Michelena, en 1905 la construcción en el lado izquierdo de la calle Riestra (con fachada trasera hacia el parque de las Palmeras) del palacete Villa Pilar, mandado edificar por el indiano procedente de Cuba Manuel Martínez Bautista, en 1915 la del Edificio Gran Garaje en la calle de Benito Corbal y entre 1915 y 1926 la de la sede central de Correos y Telégrafos en la calle García Camba. En este primer ensanche se estableció parte de la burguesía de Pontevedra, lo que dio lugar a la existencia de edificios de estilo modernista (como el Palace Hotel construido en 1904 en la esquina entre la actual plaza de Galicia y la calle Andrés Muruais), muchos de ellos derribados en los años 1970 y 1980 a causa de la especulación urbanística en la ciudad.

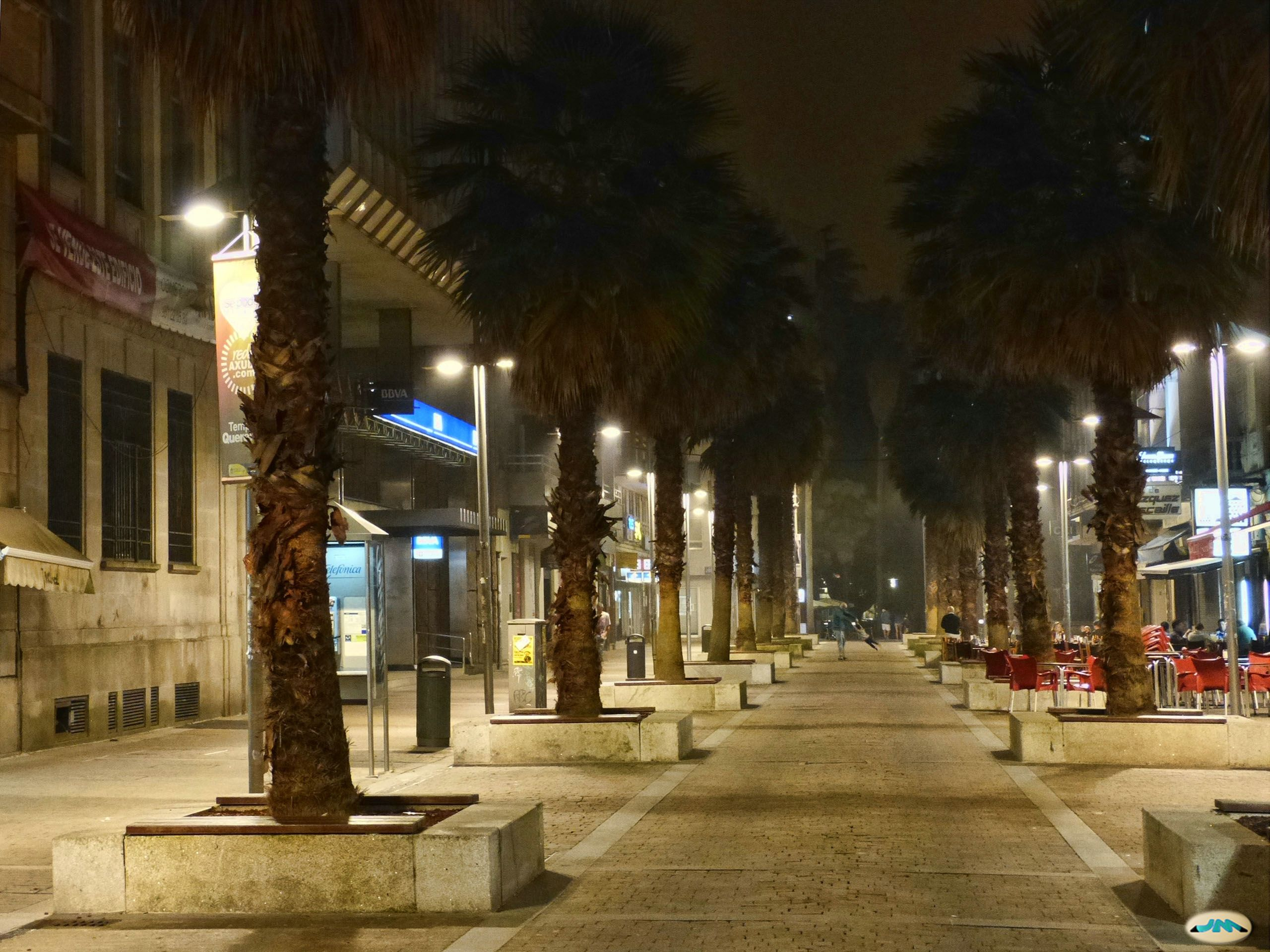
Calle General Gutiérrez Mellado con su iluminación nocturna y sus palmeras de abanico californianas.

En 1944, el arquitecto municipal Juan Argenti Navajas diseñó el proyecto de prolongación de la calle García Camba, que no llegó a realizarse.
Entre los años 1950 y 1970 se realizó el segundo ensanche de la ciudad con la apertura de nuevas calles hacia el este y límites marcados por las calles Daniel de la Sota abierta en 1958 y Cobián Roffignac al este y Joaquín Costa al sur. En estos años de desarrollismo se construyeron algunos de los edificios más altos de la ciudad, incluyendo el Edificio Las Torres en 1964, el rascacielos pontevedrés por excelencia.
A partir del año 2000 se llevó a cabo una profunda reforma urbana en el ensanche para obtener una alta calidad urbana, peatonalizando una gran parte de las calles del mismo, íntegramente o en parte de su trazado, (entre las que se encuentran Michelena, Peregrina, Benito Corbal, Marqués de Riestra, Gutiérrez Mellado, Daniel de la Sota, Lepanto o la plaza de España), ampliando aceras en calles como Sagasta o Fray Juan de Navarrete, plantando árboles (palmeras de abanico californianas, sóforas, perales de Callery, manzanos, magnolios chinos o ciruelos entre otros) y mejorando en gran medida la iluminación nocturna con elementos de diseño como faroles, proyectores, balizas, luminarias y módulos LED.

## Urbanismo
El Ensanche de Pontevedra es el barrio central y comercial de la ciudad y se extiende al sur y al este del casco antiguo. Se configura como una continuación de la ciudad existente, adaptándose y relacionándose con el entramado urbano antiguo. Los ejes viarios poseen una anchura de entre 12 y 24 metros. Corresponde a la ampliación urbana de las calles trazadas a lo largo de ejes de comunicación (Orense, Tuy y Portugal, Marín) y las transversales a estas.

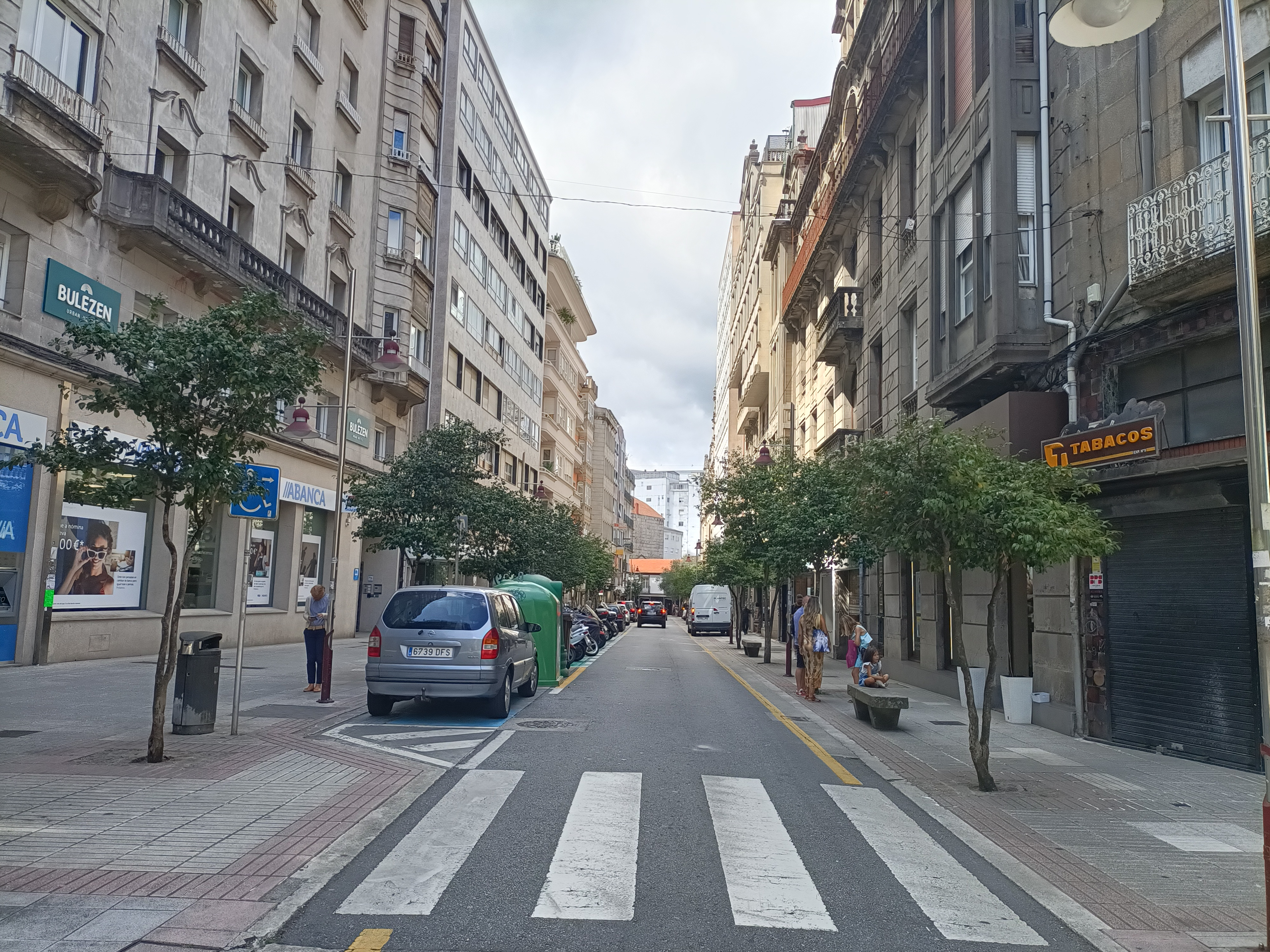
Calle García Camba.

El ensanche, que corresponde con el actual centro de la ciudad se articula en torno a los principales ejes viarios que son las  calles de la Oliva, Peregrina y Benito Corbal, cuyo antiguo nombre, calle del Progreso indicaba su papel de zona de expansión y progreso de la ciudad. El primer ensanche, anterior a los años 1950, está enmarcado por el abanico que describen las calles Marqués de Riestra, Augusto González Besada, Andrés Mellado y Sagasta, delimitadas al norte por las calles Michelena y Benito Corbal. Dentro de él quedaron englobados los antiguos barrios de San José (en torno a la actual plaza de San José) y Peregrina y Virgen del Camino (en torno a la confluencia de las actuales calles Sagasta y Fray Juan de Navarrete), consolidados linealmente en el último tercio del siglo XIX alrededor de las carreteras de Marín, Portugal y Puente Caldelas. Esta zona constituye un espacio de transición entre la antigua ciudad medieval y el ensanche posterior de los años cincuenta. De las casas de piedra de las calles Michelena, Marqués de Riestra y Oliva construidas siguiendo la tipología tradicional de balcones y galerías se pasa a otra tipología de corte modernista y racionalista con cuatro y cinco pisos en la calle García Camba con edificios como el Edificio González Vega proyectado en 1939 por el arquitecto Eloy Maquieira.
El ensanche burgués de finales del siglo XIX hacia el oeste del casco antiguo se articula alrededor de la Gran Vía de Montero Ríos y la plaza de España, siguiendo el eje vertebrado por la Alameda de Pontevedra y el parque de las Palmeras, zonas verdes más importantes del centro de la ciudad. Otras zonas verdes del ensanche son los jardines del Doctor Marescot, la plaza de Barcelos y la plaza de Galicia, que actúa como transición entre el ensanche y el barrio de Campolongo.

## Servicios

### Delegaciones gubernamentales y organismos públicos

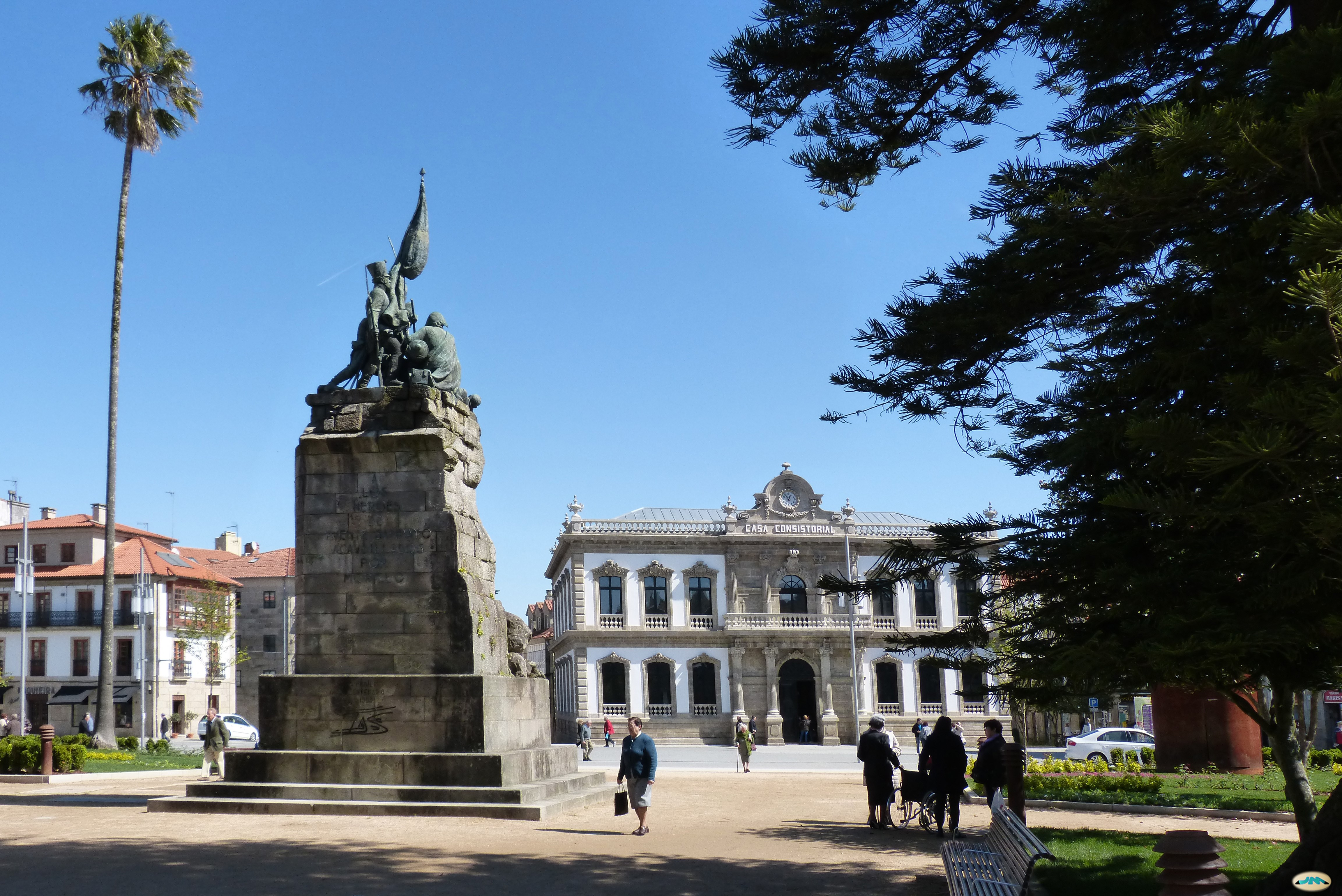
Plaza de España.

En la plaza de España, se encuentran la sede institucional del ayuntamiento de Pontevedra en la  Casa consistorial de Pontevedra, un edificio ecléctico de inspiración parisina diseñado por el arquitecto Alejandro Sesmero e inaugurado en agosto de 1880 y la sede provincial de la Subdelegación del Gobierno en Pontevedra, en un edificio inaugurado en 1958.
En la Gran Vía de Montero Ríos se hallan las sedes provinciales de la Diputación Provincial de Pontevedra: el Palacio de la Diputación de Pontevedra, inaugurado en 1890 y el Edificio Administrativo de la Diputación de Pontevedra inaugurado en 1901.
En la calle Michelena se ubican la sede administrativa del ayuntamiento de Pontevedra en la antigua mansión del Marqués de Riestra y la sede de las delegaciones periféricas de la Administración del Estado en el antiguo edificio del Banco de España.
Entre las calles de la Oliva y García Camba se encuentra la sede central de Correos en la ciudad y jefatura provincial de Correos en la provincia de Pontevedra.
En la calle de Benito Corbal está situado uno de los edificios de la Junta de Galicia en la ciudad, que durante las dos últimas décadas del siglo XX fue su sede principal en Pontevedra. En 2019 se reformó por completo y adquirió su característico color azul en el exterior.
En la calle Joaquín Costa se localiza desde 1986 la sede provincial de la Comisaría de Policía en Pontevedra.

### Centros educativos

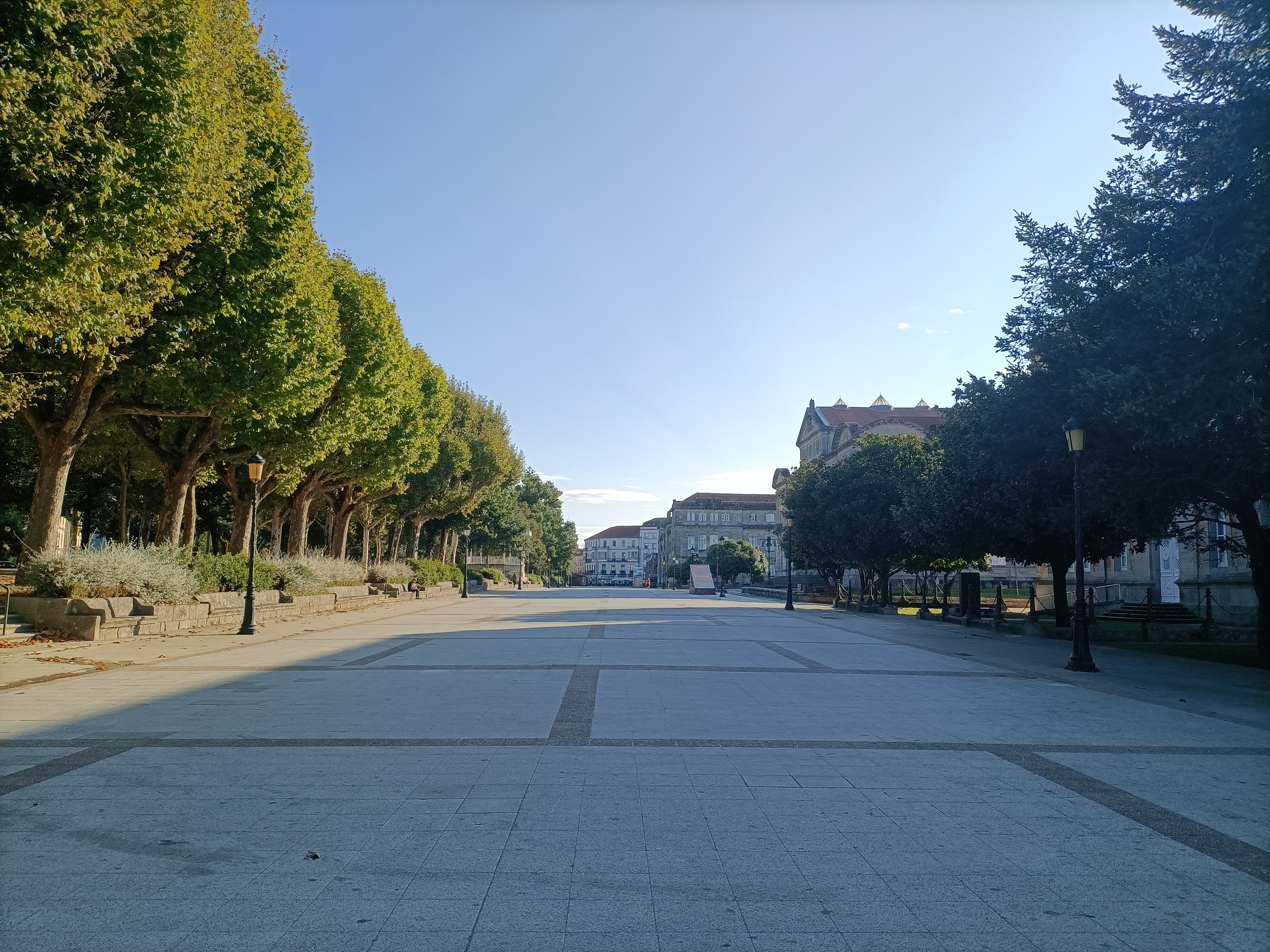
Gran Vía de Montero Ríos.

En la calle Maestranza, con frente a los jardines del Doctor Marescot se encuentra la Facultad de Bellas Artes de Pontevedra, instalada en el antiguo cuartel de San Fernando, un edificio de grandes dimensiones terminado en 1909. En la calle de Benito Corbal está ubicada la Facultad de Diseño de Pontevedra.
En la Gran Vía de Montero Ríos se ubica el Edificio del Instituto de Enseñanza Secundaria Valle-Inclán, inaugurado en 1927 y que fue hasta entonces el instituto provincial de Pontevedra.
En la plaza de Barcelos se halla el colegio plurilingüe Barcelos y en la calle Joaquín Costa el Colegio Álvarez Limeses, inaugurado en enero de 1960, así como el colegio privado plurilingüe Calasancio.

### Centros sanitarios
Entre las calles Fray Juan de Navarrete y Castelao se localiza el Hospital Quirónsalud Miguel Domínguez.
En la calle Maestranza se encuentra el Centro de Salud Virgen Peregrina, cuyo edificio proyectado por el arquitecto Alfonso Barreiro Buján fue inaugurado en 1963.
Al final de la calle de Benito Corbal, en el número 2 de la calle Doctor Loureiro Crespo se halla el Hospital Provincial de Pontevedra, inaugurado en 1897 al final de la entonces llamada calle del Progreso, principal eje del primer ensanche pontevedrés.

### Comercio y otros servicios

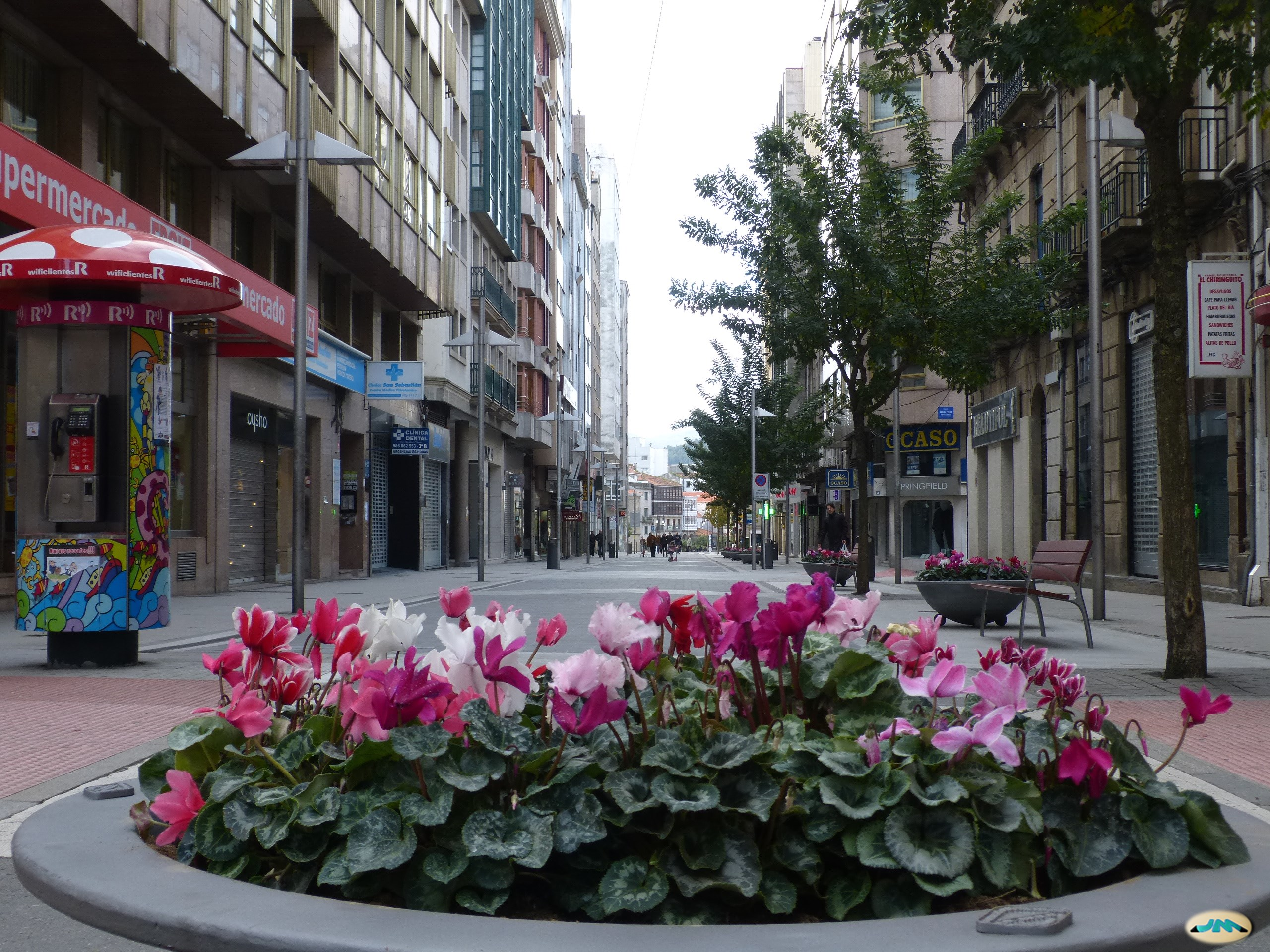
Calle de Benito Corbal.

Las calles del Ensanche constituyen el epicentro de los numerosos establecimientos comerciales de Pontevedra incluyendo franquicias nacionales e internacionales así como comercios locales tradicionales, recibiendo el nombre de "milla de oro" la calle de Benito Corbal. El Ensanche también dispone de múltiples restaurantes.

### Otros equipamientos
En la plaza de Barcelos se encuentra el mayor aparcamiento subterráneo de la ciudad, con 906 plazas de estacionamiento. En la plaza de España y en la Gran Vía de Montero Ríos se encuentran otros dos aparcamientos subterráneos con capacidad para 326 y 376 vehículos respectivamente.

## Galería de imágenes

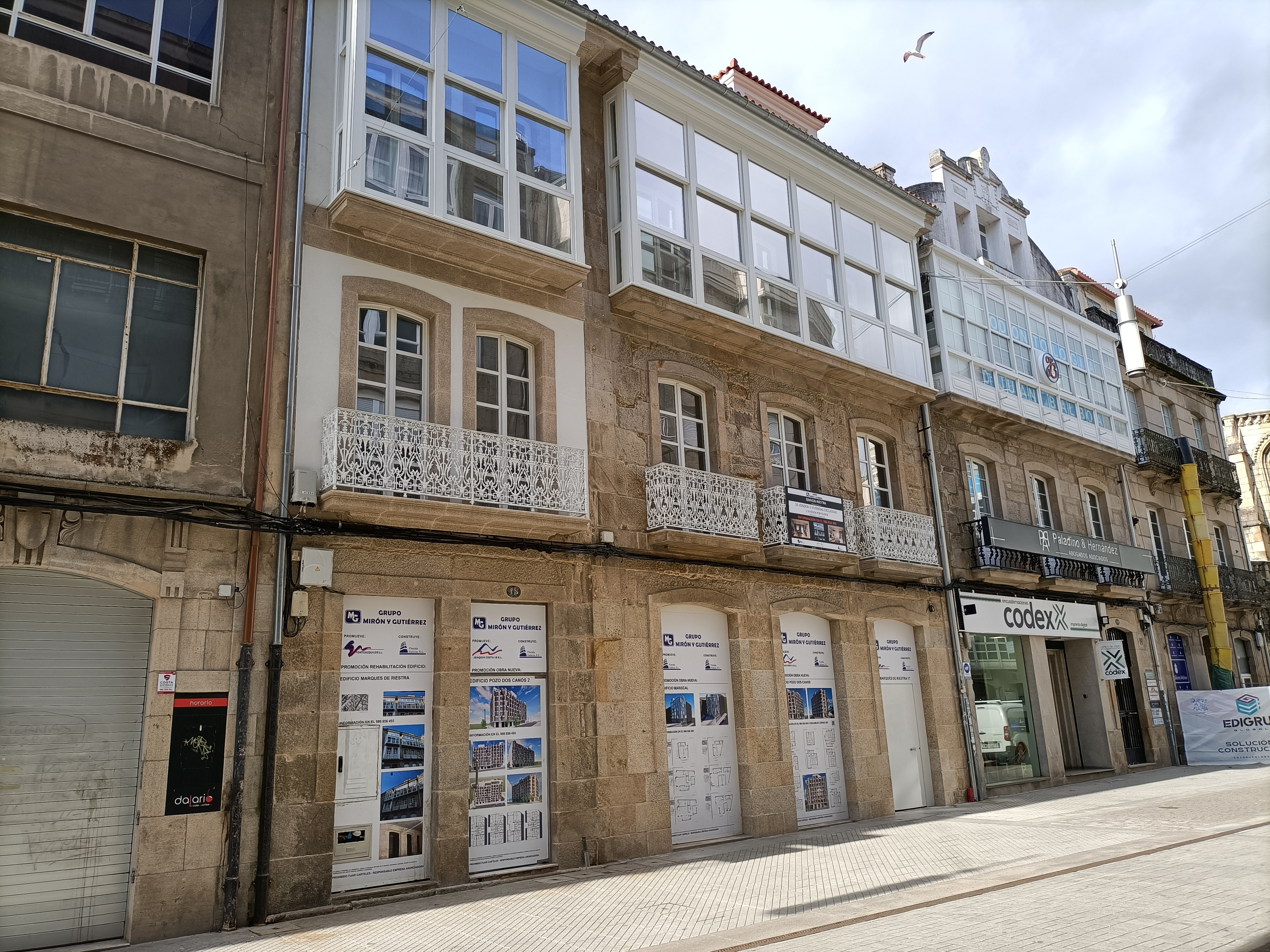
Casas del siglo XIX en la calle Marqués de Riestra
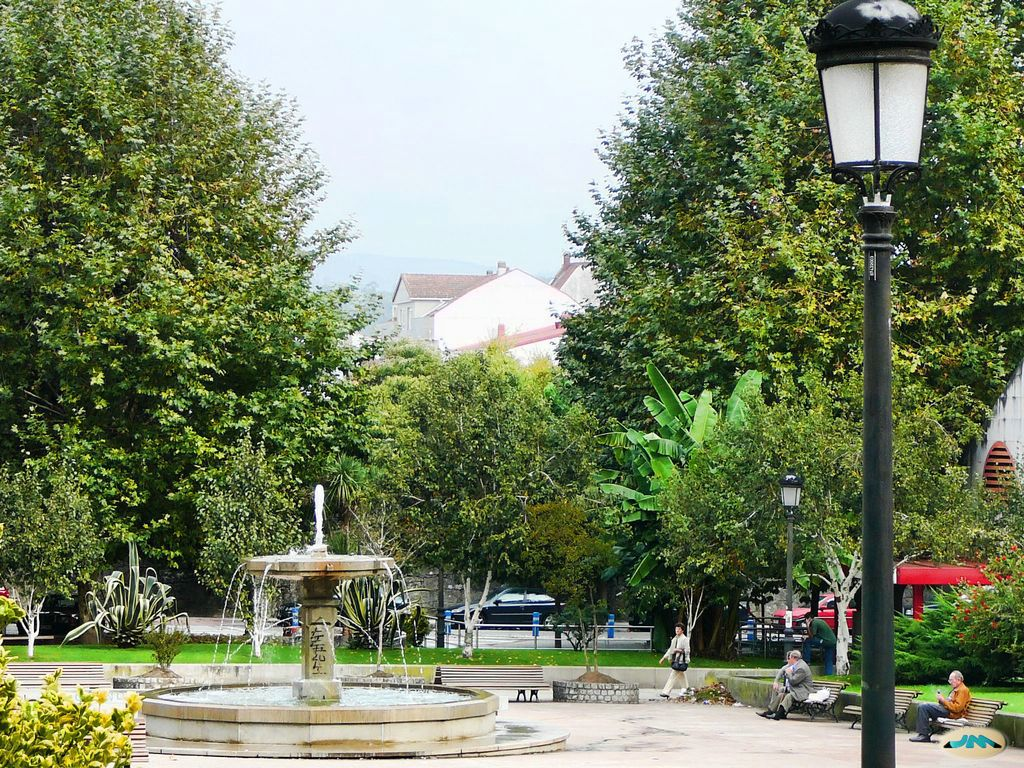
Plaza de Barcelos
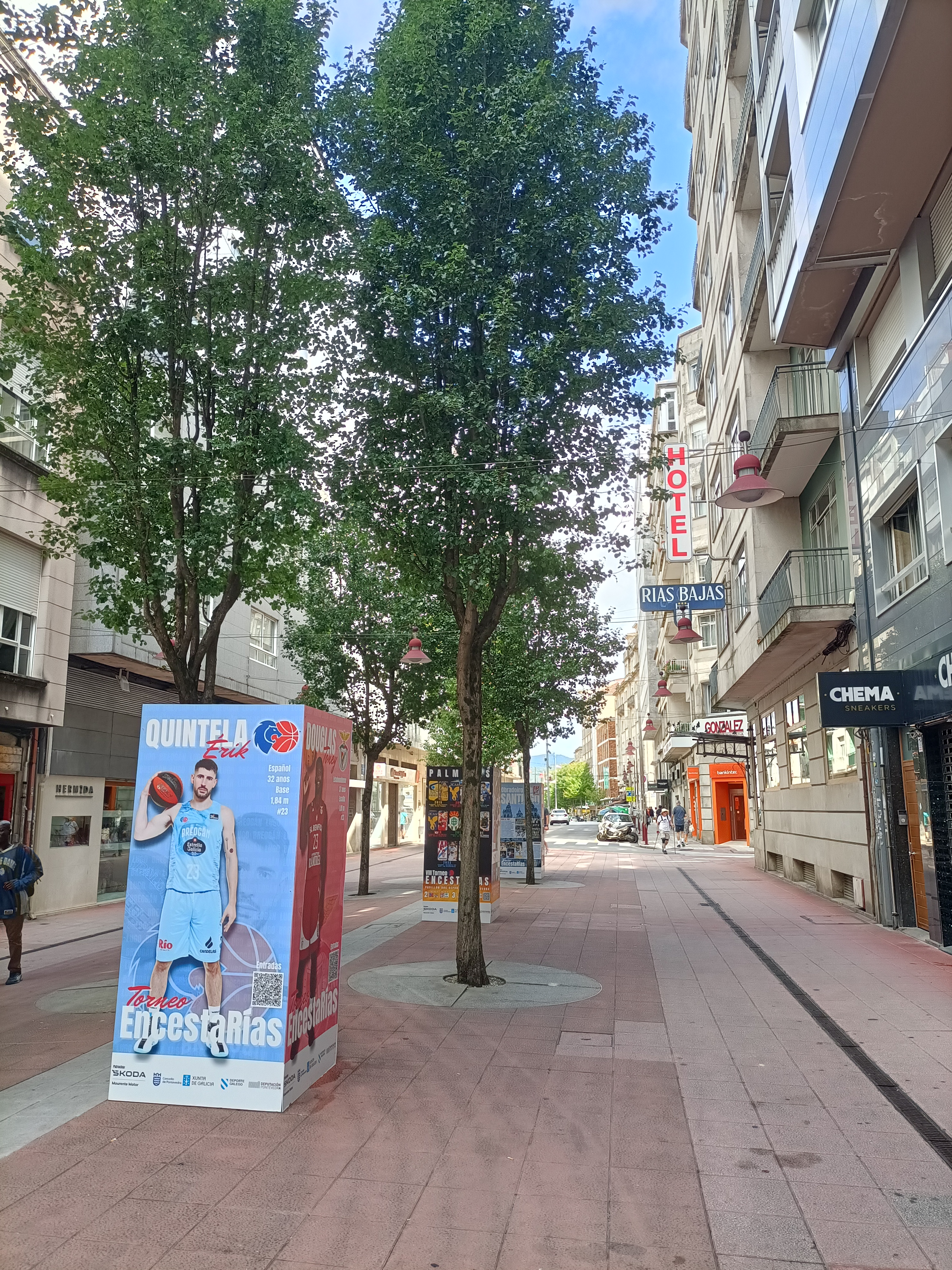
Calle Daniel de la Sota
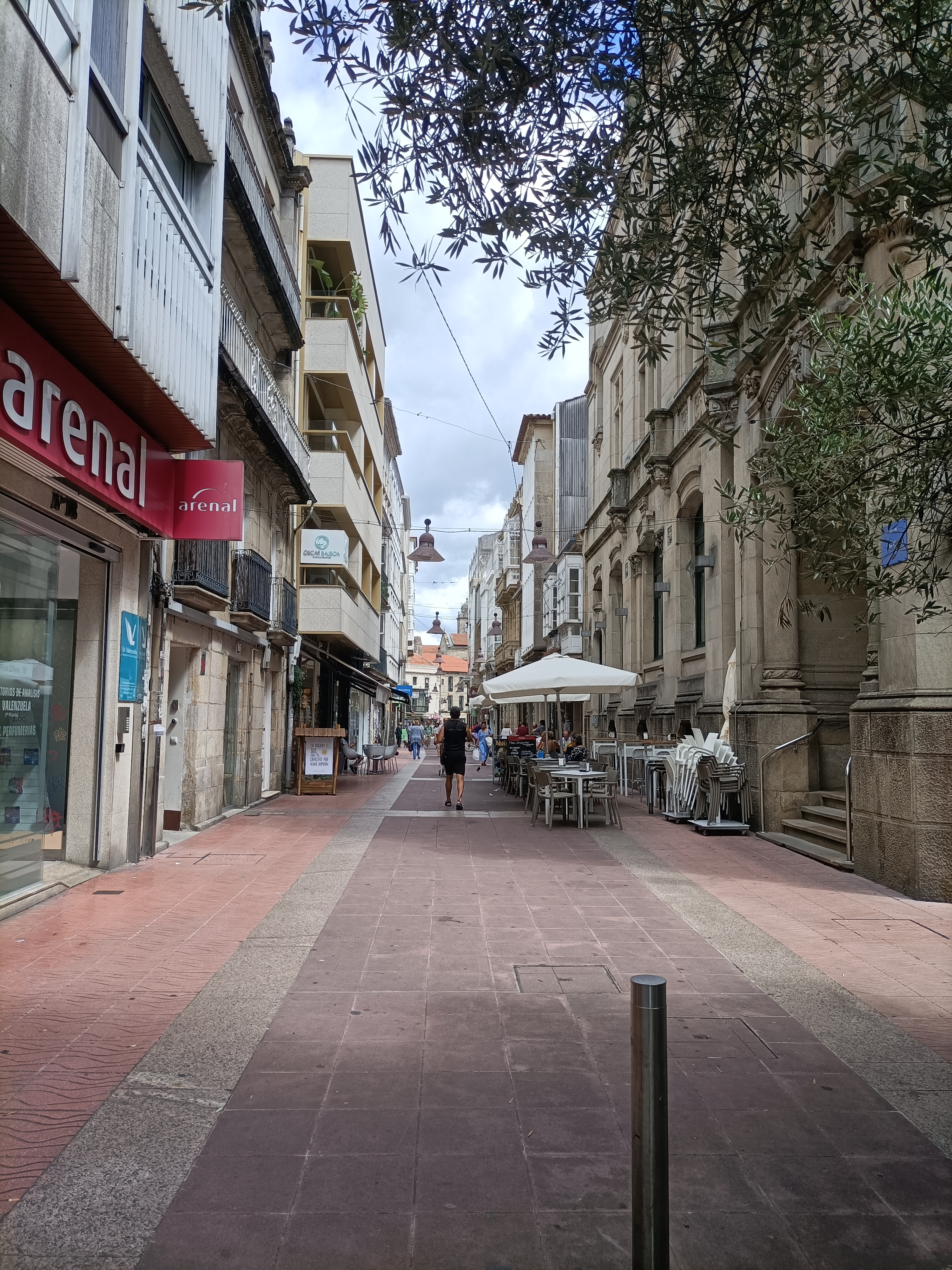
Calle de la Oliva
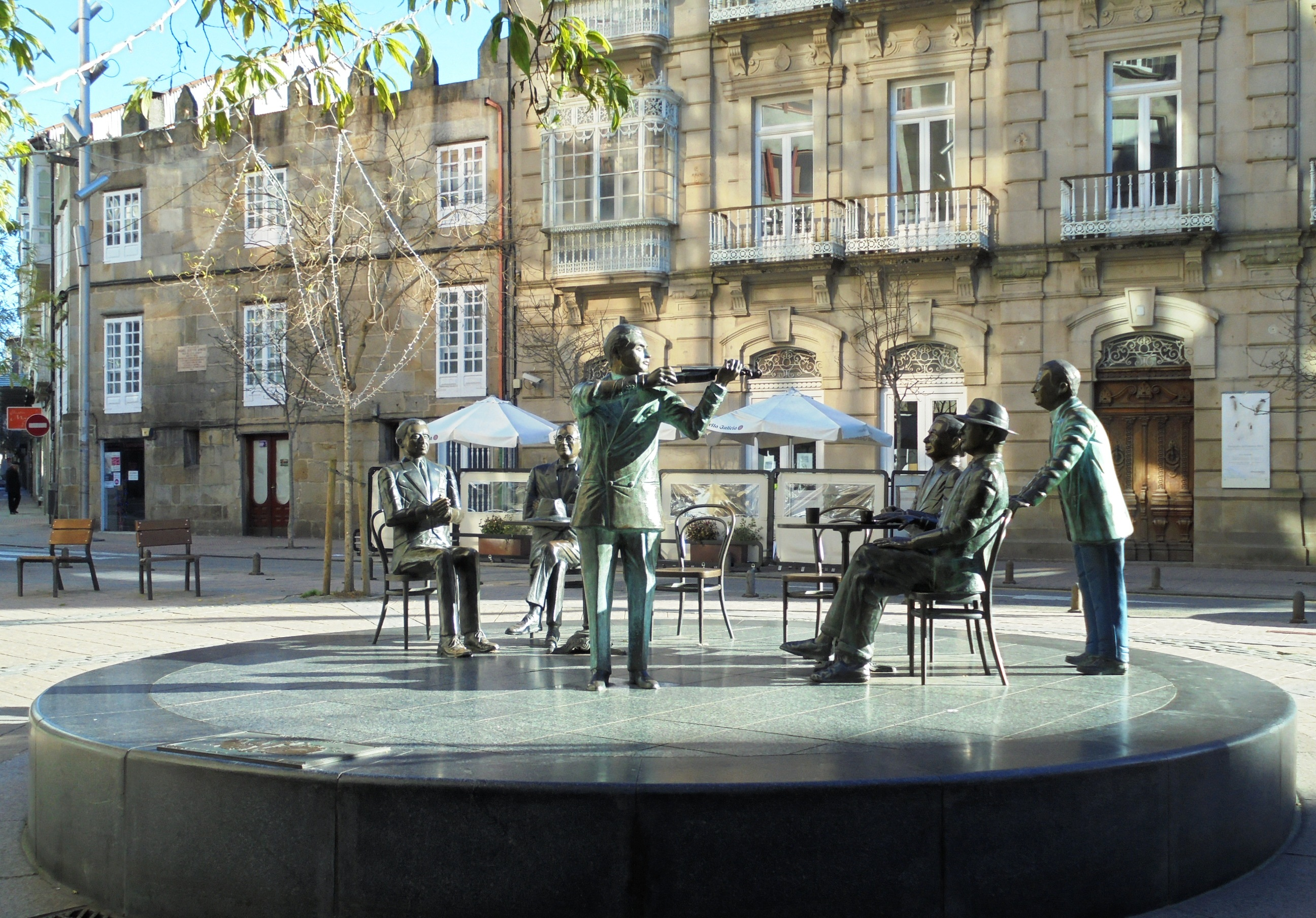
Plaza de San José
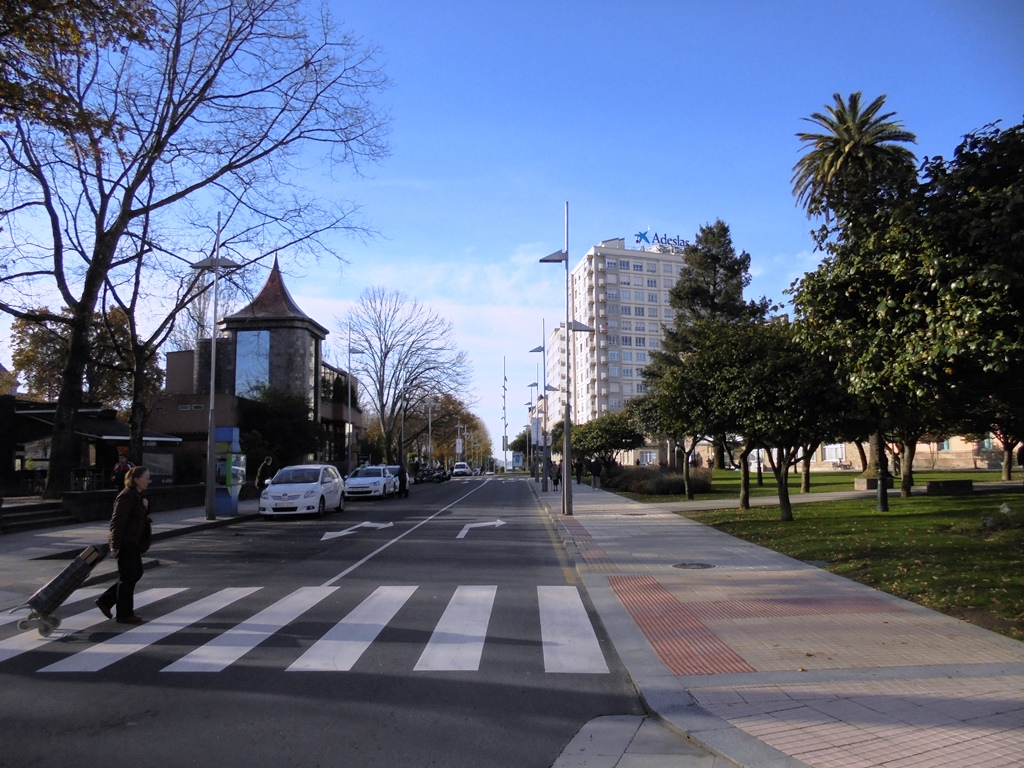
Calle Alameda
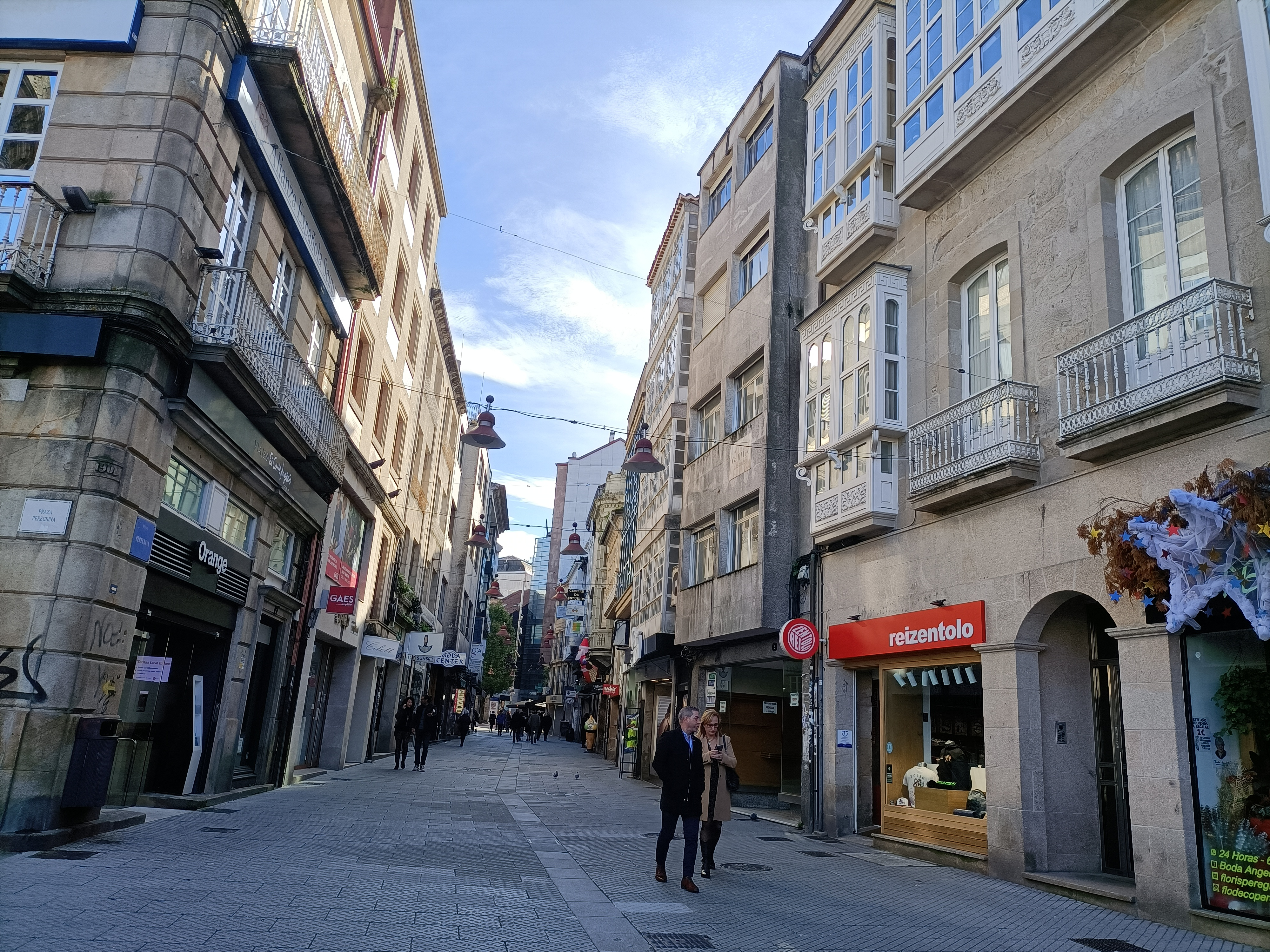
Calle Peregrina
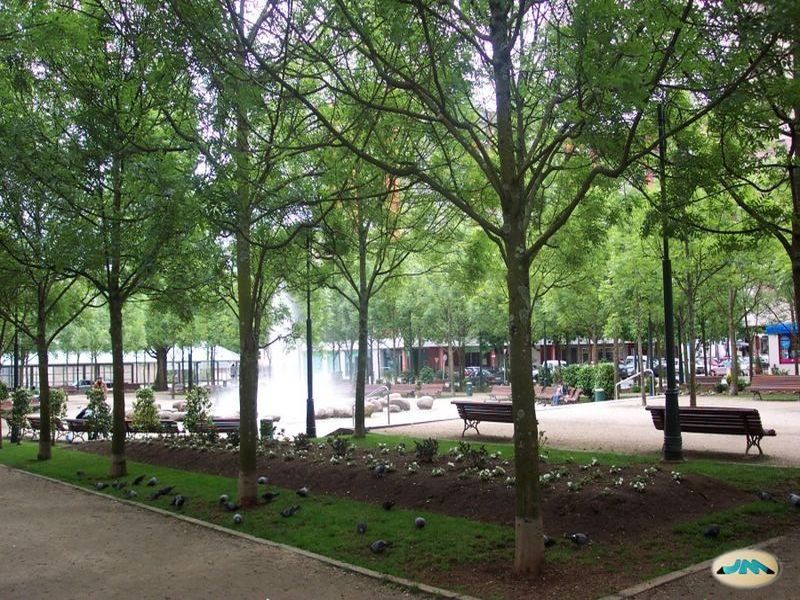
Plaza de Galicia
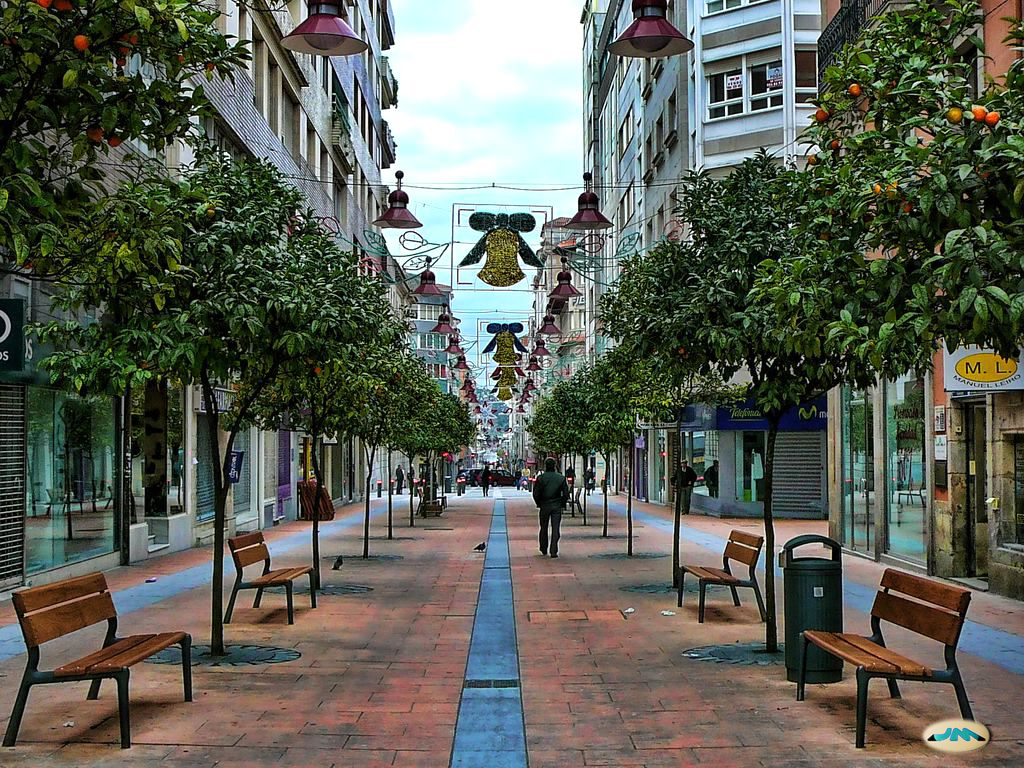
Calle Rosalía de Castro
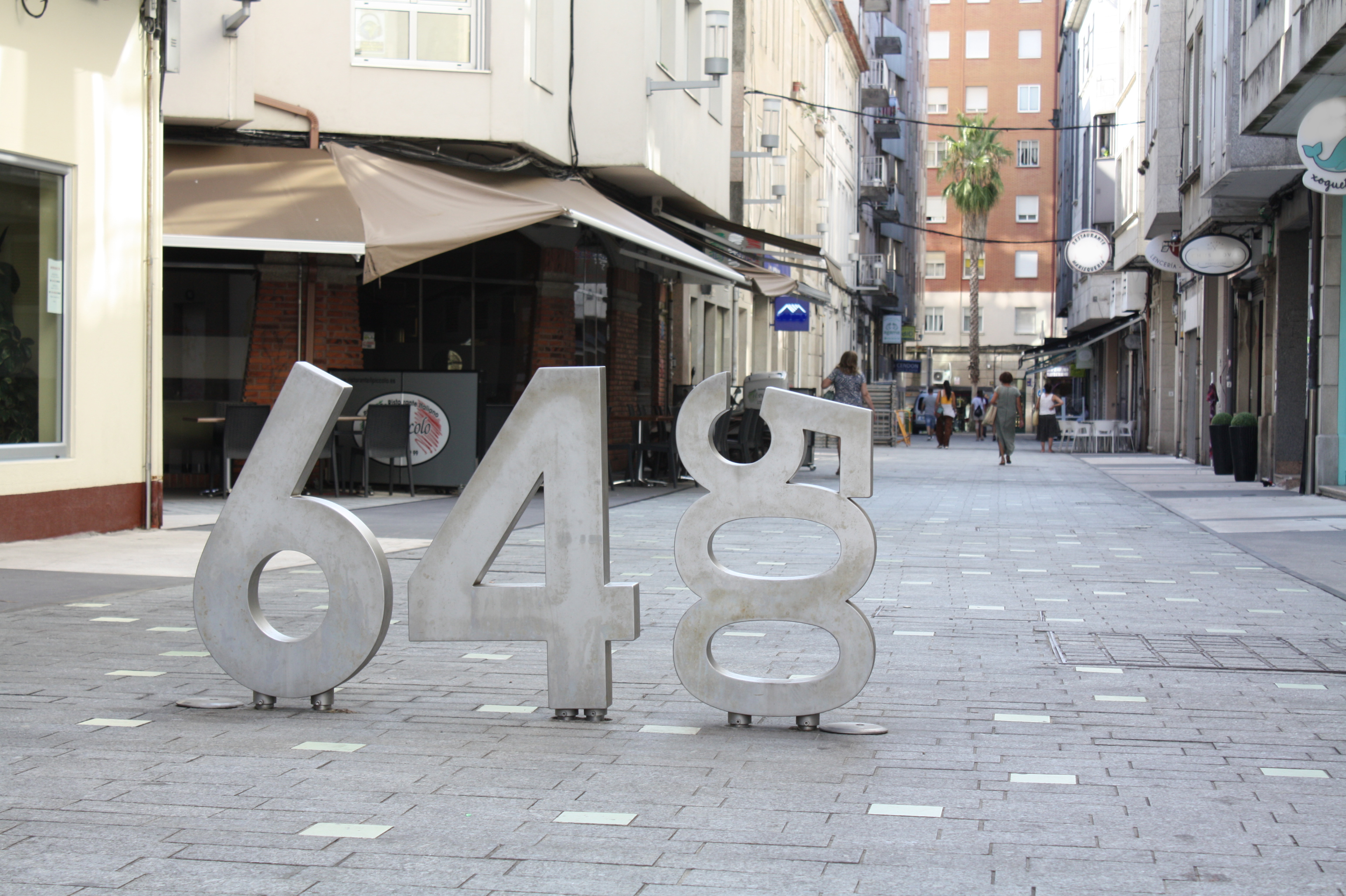
Calle Virgen del Camino